# 706 TCN
706 TCN là một năm trong lịch La Mã.